# Borstige Taigawurzel

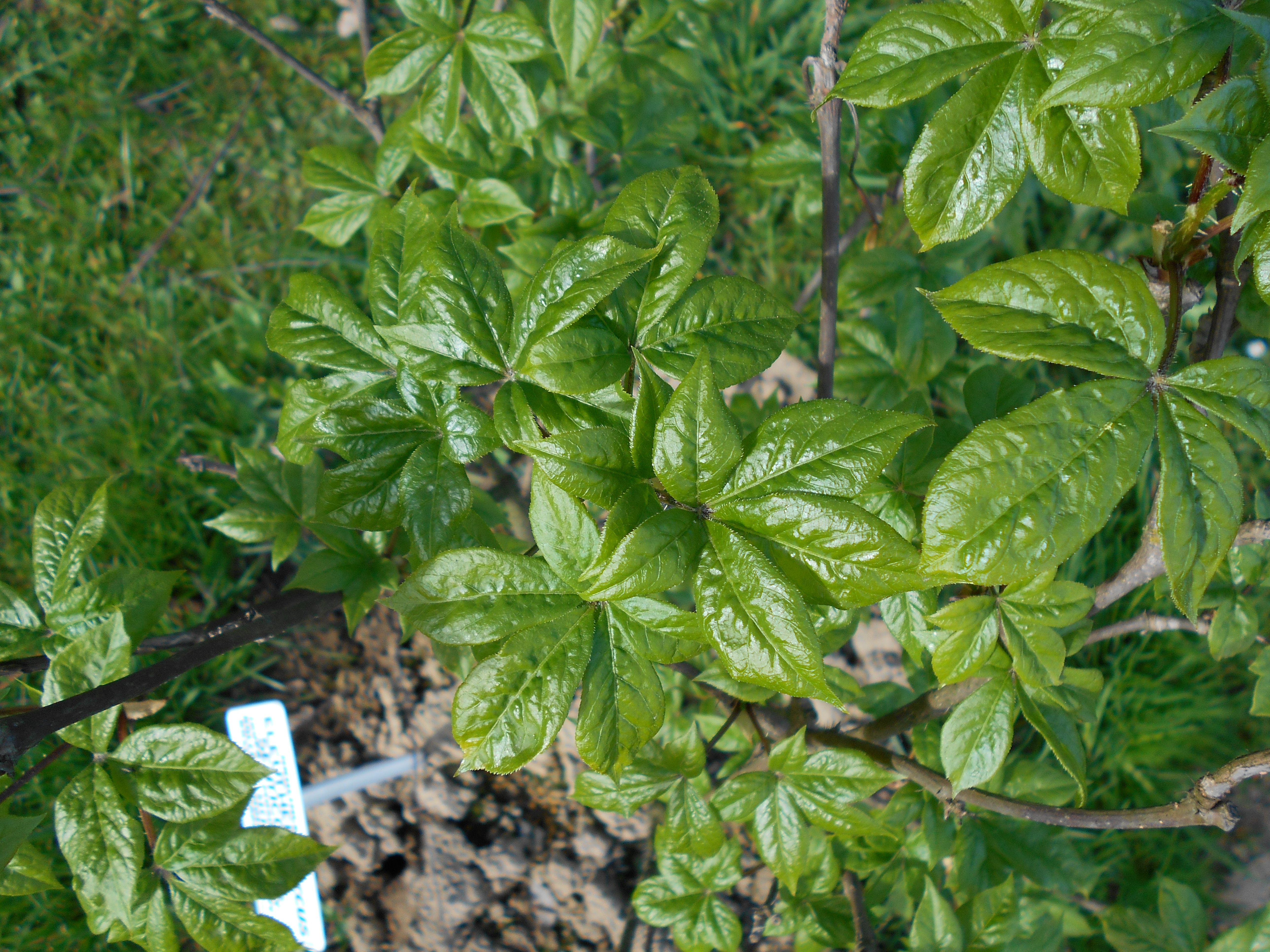
Blätter

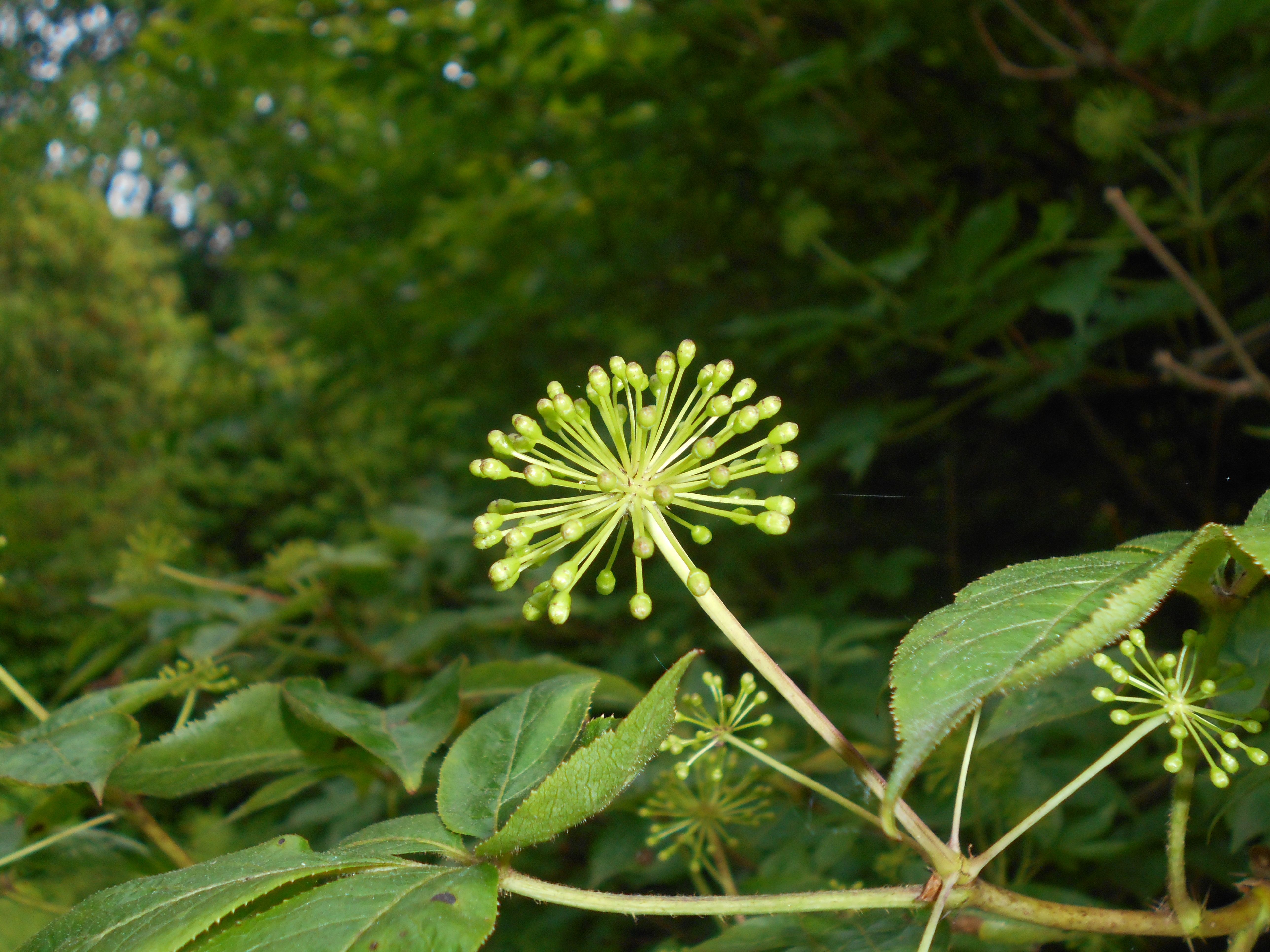
Blütenstand

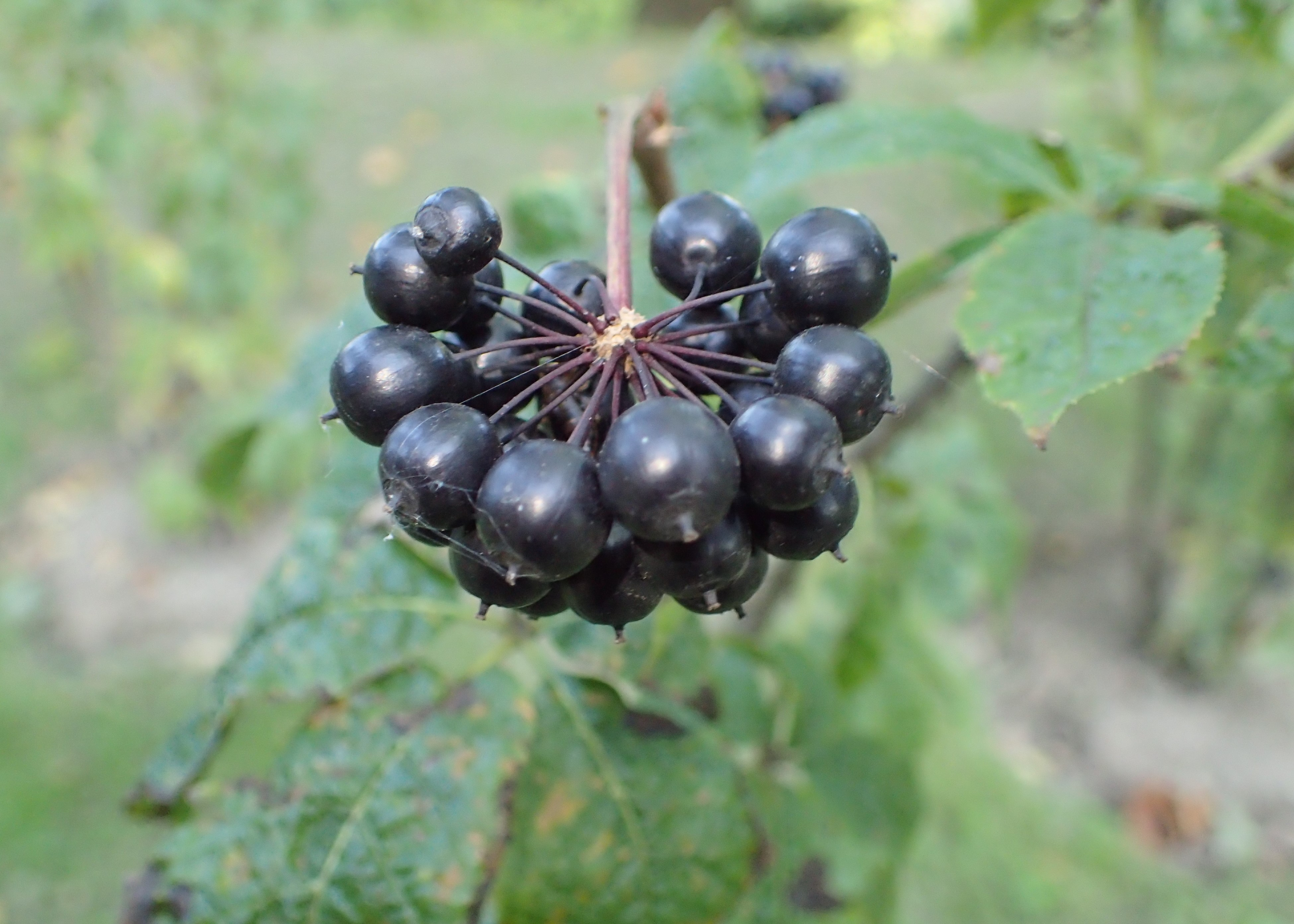
Fruchtstand

Die Borstige Taigawurzel (Eleutherococcus senticosus, Syn.: Hedera senticosa Rupr. & Maxim. (Basionym), Acanthopanax senticosus (Rupr. & Maxim.) Harms), auch kurz Taigawurzel, Teufelsbusch, Stachelpanax, Sibirischer Ginseng, Eleutherokokk oder Gemeiner Stachelbaum genannt, ist eine Pflanzenart aus der Familie der Araliengewächse (Araliaceae).

## Vorkommen
Die Borstige Taigawurzel ist beheimatet in Sibirien, im Amurgebiet, auf der Insel Sachalin, in Japan (auf der Insel Hokkaidō), Nordkorea, in der nordöstlichen Volksrepublik China (in den Provinzen: Hebei, Shanxi, sowie in der Mandschurei, das sind die Provinzen Heilongjiang, Jilin und Liaoning).

## Beschreibung
Die Borstige Taigawurzel ist ein sommergrüner Strauch, der Wuchshöhen von 2 bis über 6 Metern erreichen kann. Er ist nur wenig verzweigt und seine Zweige besitzen kleine, nadelige, borstige Stacheln.
Die wechselständigen, lang gestielten Laubblätter sind meist fünfzählig, handförmig gefiedert. Die gestielten, abgerundeten oder spitzen bis zugespitzten, unterseits, vor allem auf den Adern, behaarten, bis zu 13 Zentimeter langen, leicht ledrigen Blättchen sind eiförmig bis verkehrt-eiförmig und einfach bis doppelt gesägt. Die Nebenblätter fehlen.
Die Borstige Taigawurzel ist polygam-monözisch, also mit männlichen, weiblichen und zwittrigen Blüten auf einem Exemplar. Die zwittrigen Blüten sind protandrisch, also vormännlich. Die kleinen, endständigen, doldigen Blütenstände tragen kleine, radiärsymmetrische, lang gestielte und fünfzählige, hellpurpur-gelbe oder gelbe (weibliche) Blüten. Die Kelchblätter sind nur minimal ausgebildet und die klappigen Kronblätter sind ausladend bis zurückgelegt. Die Staubblätter sind vorstehend. Der Fruchtknoten ist unterständig und die kurzen Griffel sind vereinigt. Es ist ein Diskus vorhanden. Die Blüten blühen im Juli und werden von Insekten bestäubt.
Die rundlichen, aromatischen, beerenartigen, mehrsamigen und kahlen Steinfrüchte mit Griffelresten sind blau bis schwarz und bis 6–9 Millimeter groß. Die Steinkerne sind halbmondförmig.
Die Chromosomenzahl beträgt 2n = 48.

## Nutzung
Die (getrockneten) Blätter werden zum Aufgießen für einen Tee verwendet (Ci-wu-jia Tea). Die Rinde und Wurzel der Pflanze (Radix Eleutherococci) werden als Droge genutzt.

### Inhaltsstoffe
Ein Vielstoffgemisch namens Eleutheroside, das aufgeschlüsselt folgende Substanzen enthält: Lignane wie Eleutherosid B4 (Sesamin) und Eleutherosid E (Liriodendrin); Phenylpropanoide wie Coniferin und Eleutherosid B (Syringin oder Chlorogensäure); Cumarine wie Eleutherosid B1 (Isofraxidin); Triterpensaponine, die als Eleutheroside I bis M identifiziert wurden, sowie das Sterol Eleutherosid A (β-Sisterol) und neutrale Glucane (Eleutherosid C – Oligosaccharide); β-Carotin, Vanillin und Vitamin E.

### Wirkung
Die Taigawurzel gilt als tonisierend und den Blutzucker senkend. Sie wird als adaptogene Heilpflanze verwendet.
Für eine postulierte immunstärkende Wirkung von Extrakten der Wurzel fehlen Belege.

### Forschung
Nach sowjetischen Untersuchungen in den 1950er-Jahren soll sie Ausdauer, Konzentration, Anpassungsfähigkeit und Widerstandskraft verbessern. Es fehlen aber methodologisch gut durchgeführte Studien, um diesen Effekt zu bestätigen.